# Trilogy (álbum de Emerson, Lake & Palmer)
Trilogy es el cuarto álbum de la banda de rock progresivo Emerson, Lake & Palmer, publicado en 1972; es su tercer álbum de estudio.

## Dalí y las ilustraciones de la carpeta

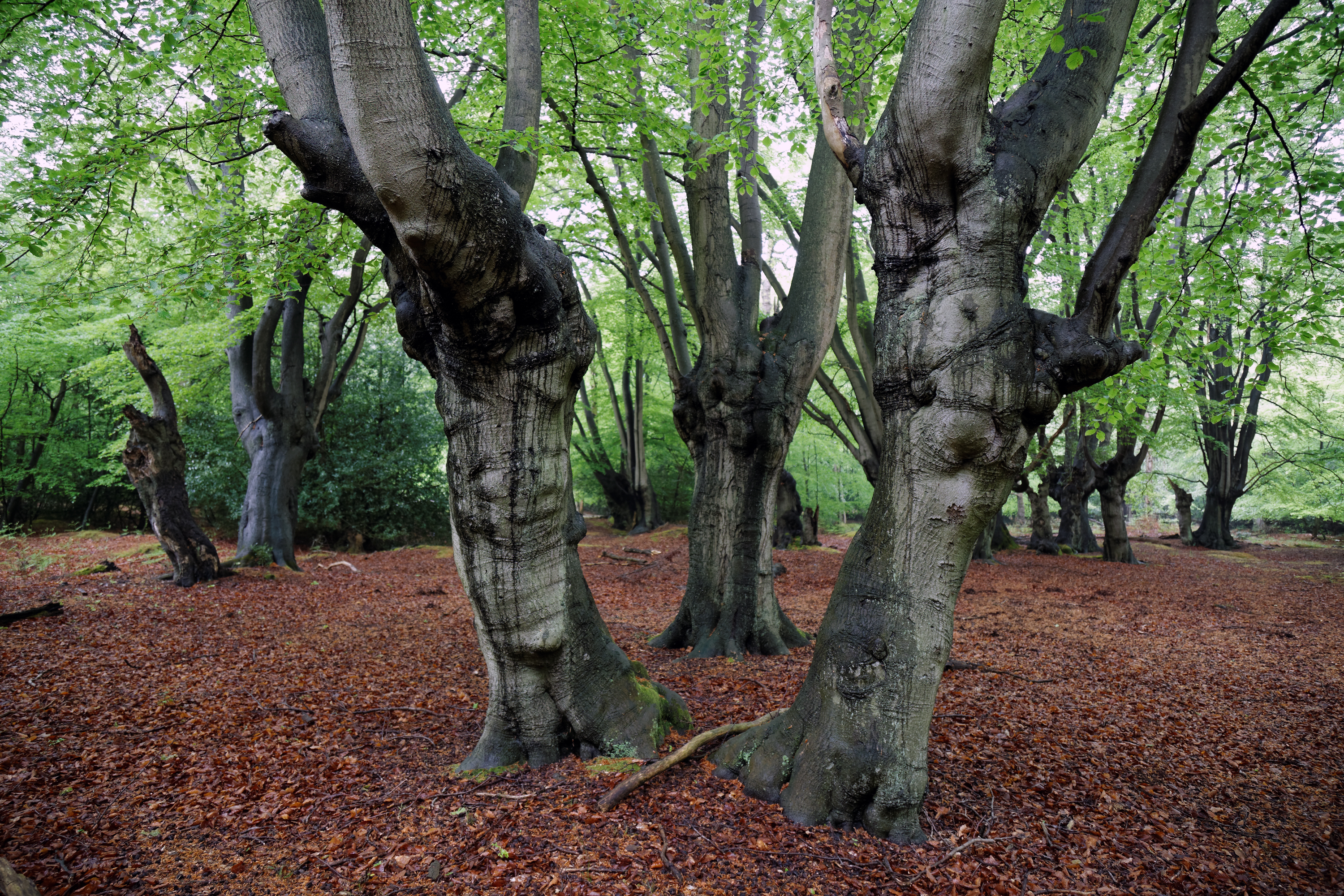
El lugar en Epping Forest donde se tomaron las fotografías para el interior de la portada del disco original

Se dice que la idea original era que la pintura El enigma sin fin de Salvador Dalí ilustrara la portada (título cuyo significado coincide con el de la pieza que abre el disco), pero los honorarios del insigne surrealista en persona prometían ser cualquier cosa menos modestos (50 mil libras esterlinas según la página web oficial de ELP), así que lo dejaron para otra ocasión.
En el interior de la cubierta que se hizo, obra de Storm Thorgerson, de Hipgnosis, hay un hermoso fotomontaje compuesto por múltiples imágenes del trío y un fondo arbóreo que es un paisaje del Epping Forest, un área boscosa entre el Gran Londres y Essex, con el suelo cubierto de hojas del otoño. Una pequeña maravilla.

## Piezas
Todas las letras escritas por Greg Lake (excepto  A2, A6 y B3), toda la música compuesta por Keith Emerson excepto donde esta anotado. 
| Lado A |                             |               |                        |          |  |
| N.º    | Título                      | Música        | Arreglo                | Duración |  |
| 1.     | «The Endless Enigma, Pt. 1» |               |                        | 6:40     |  |
| 2.     | «Fugue» (instrumental)      |               |                        | 1:56     |  |
| 3.     | «The Endless Enigma, Pt. 2» |               |                        | 2:02     |  |
| 4.     | «From the Beginning»        | Greg Lake     |                        | 4:15     |  |
| 5.     | «The Sheriff»               |               |                        | 3:22     |  |
| 6.     | «Hoedown» (instrumental)    | Aaron Copland | Emerson, Lake & Palmer | 3:46     |  |

| Lado B |                                   |               |          |  |
| N.º    | Título                            | 2º compositor | Duración |  |
| 1.     | «Trilogy»                         |               | 8:53     |  |
| 2.     | «Living Sin»                      | Carl Palmer   | 3:13     |  |
| 3.     | «Abaddon's Bolero» (instrumental) |               | 8:07     |  |

En este álbum están contenidas algunas de las mejores canciones de la banda, incluyendo la balada acústica "From the Beginning", compuesta por Greg Lake, que fue un éxito masivo en los rankings. Los demás números son: 
- La pieza "The Endless Enigma", es una suite estructurada en tres partes, y que se inicia con un latido del corazón seguida de un sonido de gaita (tocada por el teclado Moog) que lleva a la integración del sonido de todo el grupo, con gran presencia de la percusión.
- La segunda canción de la serie de historias del viejo oeste: "The Sheriff".
- La adaptación del último número del ballet Rodeo de Aaron Copland: "Hoedown". El hoedown es un baile tradicional de los Estados Unidos, sobre todo de la parte de los Apalaches.
- La pieza que da título al disco: "Trilogy", que comienza como una balada que, de repente, se transforma en una explosión de rock progresivo.
- "Living Sin" depara otra buena audición: tiene una letra bastante interesante y contiene un ritmo progresivo bastante bueno.
- La composición de Keith Emerson "Abaddon's Bolero" está inspirada en el Bolero de Ravel.

## Añadido en la edición en CD
1. "Hoedown" (Copland) - 4:06 (En directo)

## Sencillo correspondiente
- "From The Beginning" / "Living Sin". Cotillion (agosto de 1972) - POP #39

## Músicos
- Keith Emerson - órgano Hammond C3, piano Steinway, Moog III-C, Minimoog modelo D, zoukra mellotron
- Greg Lake - voz, bajo, guitarra eléctrica y acústica
- Carl Palmer - batería, percusión

## Enlaces externos

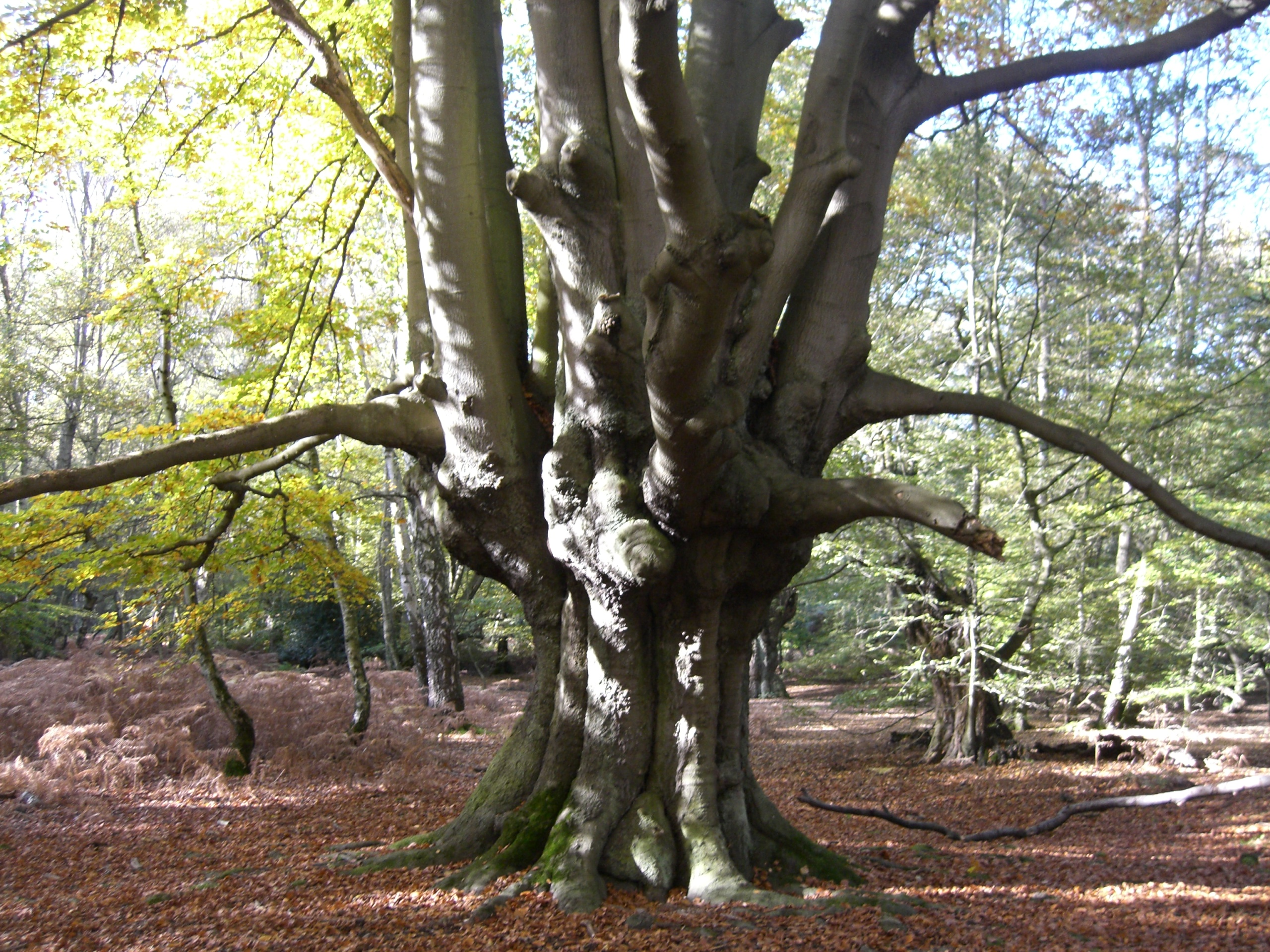
Árbol con poda de copa en el Bosque de Epping, lugar donde se hizo la foto del interior de la carpeta.